# Personaggi di Brothers in Arms
Questa è una lista dei personaggi che compaiono nei tre videogiochi Brothers In Arms della Gearbox Software: Road to Hill 30, Earned in Blood, Hell's Highway.

## Larry James Allen

### Biografia
Larry nacque in Connecticut e si arruolò nell'esercito non appena finì la scuola; strinse subito una forte amicizia con il soldato Michael Garnett. Ha un gran senso dell'umorismo ed è un tipo dalla battuta pronta. Spesso discute con Leggett a proposito di supereroi dei fumetti; infatti Allen e Garnett prediligono Superman, mentre Leggett preferisce Batman.

### Road to Hill 30
Allen venne visto per la prima volta a terra da Baker insieme a Garnett, i due infatti si erano subito ritrovati e si erano piazzati con una Browning M1919 all'uscita 4 di Utah Beach. Successivamente alla fine del livello "Obiettivo XYZ" utilizzarono un Bazooka ma con scarsa professionalità.
Vengono visti l'ultima volta all'inizio del livello "Vedi la campagna e poi muori" dove vengono posti sotto il comando di Leggett, ma la missione risulterà per loro fatale.

### Earned in Blood
Viene visto la prima volta in "Azione di pattuglia". Nella missione successiva compare Garnett senza di lui per la prima ed unica volta.

### Morte
Allen è morto insieme all'inseparabile amico durante la missione "Vedi la campagna e poi muori". Era stato inviato con Leggett e Garnett per fiancheggiare la fattoria da conquistare, ma sul tragitto litigò con Leggett, che iniziò ad urlare ed a percuoterlo. Le grida attirarono una pattuglia di tedeschi, uno dei quali sparò a Garnett un preciso colpo alla testa. Allen, in preda alla rabbia per la perdita dell'amico, prese la baionetta e si lanciò contro il primo tedesco che vide pugnalandolo in faccia. Un altro di loro però lo ferì, ma riuscì comunque a tornare indietro strisciando, raccolse il fucile e sparò ad un altro nemico. Quando spuntò dal sentiero il tedesco di prima, si inceppò disgraziatamente a quest'ultimo il fucile e pregò Allen in ginocchio di non ucciderlo, ma ormai volle vendetta per l'amico morto e fucilò il tedesco. Le ultime sue parole furono di scuse verso Leggett e spirò tra le sue braccia.

## Matthew "Matt" Baker

### Biografia
Nato a St.Louis, Missouri Baker è cresciuto con la madre dopo che il padre se ne andò. Baker e Risner andavano a scuola insieme. Dopo l'attacco giapponese a Pearl Harbor si arruolò volontario nei paracadutisti. A pochi giorni dal D-Day il sergente della 3ª squadra si ferì, così il caporale Baker fu promosso e messo al suo posto.

### Road to Hill 30
Matt è il protagonista giocabile del gioco.

### Earned in Blood
Baker, comandando un'altra squadra rispetto al protagonista Hartsock, compare solo in alcuni livelli.

### Hell's Highway
Il giocatore in questo nuovo capitolo veste di nuovo i panni di Baker. Matt sembra ora soffrire di allucinazioni da stress post traumatico. Infatti ogni volta che muore qualcuno a lui vicino ha delle allucinazioni che gli ricordano la Normandia; ad esempio quando in "Battesimo del fuoco" muore Piter (un ragazzino precedentemente salvato da Baker), mentre percorre il rifugio antiaereo, ha dei flash che glielo ricordano. Quando muore Franky e scampa miracolosamente ad un ordigno di un bombardiere nemico, si ritrova circondato da tedeschi che gli puntano contro le loro armi e lui spara per difendersi, ma Hartsock, che nel frattempo l'aveva raggiunto, vede solo Baker che spara al muro. Infine quando viene ferito Sam Corrion e lui attraversa una stazione ferroviaria, la quale era precedentemente stata teatro di un feroce scontro tra tedeschi e inglesi, riconosce in uno di questi il volto di Leggett, che lo perseguiterà con allucinazioni fino alla fine del gioco.

### Squadre di Baker

#### Squadra Scout
- Pvt. Johnny Rivas (Morto per dissanguamento nel Viale cuore di porpora).
- Pvt. David Muzza (Morto sull'aereo prima di lanciarsi, colpito dalla contraerea).

#### Squadra Assalto
- Cpl. Sam Corrion
- Pfc. Jack Courtland (Trasferito alla squadra di supporto dopo la Normandia)
- Pfc. Dale "Kid" McCrery (Trasferito alla squadra fuoco dopo la Normandia)
- Pvt. Michael Desola (Ucciso in seguito ad un bombardamento sul Viale cuore porpora)

#### Squadra di Supporto
- Cpl. Joe Red" Hartsock (Promosso capo dell 2ª squadra in Normandia)
- Pfc. Stephan "Obi" Obrieski (Ucciso da un cecchino sul campanile di Carentan in "Tom & Jerry")
- Pfc. Thomas Zanovich (Promosso capo della squadra fuoco dopo la Normandia)
- Pvt. Larry Allen (Morto nella missione "vedi la campagna e poi muori/coloro che abbiamo perduto")
- Pvt. Michael Garnett (Morto nella missione "vedi la campagna e poi muori")

### Gruppo di Ricognizione

#### Jeep 1 Cheetah
- SSG. Matthew "Matt" Baker
- Cpl. Thomas Zanovich
- Pfc. Dale "kid" McCreary
- T/5. Nathan Holden

#### Jeep 2 Toucan
- Cpl. Sam Corrion (Ferito sulla Hell's Highway, in seguito trasferito ad un'altra unità)
- Pfc. Mike Dawson
- Pvt. Franky "Beans" LaRoche (Ucciso nell'ospedale di Eindhoven)
- Pfc. Jack Courtland

Il doppiatore è Troy Baker. 

## Jacob Campbell

### Biografia
Jacob nacque e crebbe in un piccolo paese in Missouri. Fu noto per non aver mai sentito imprecazioni in tutta la sua vita prima di arruolarsi. Dopo averle sentite, Campbell non smise più di usarle. Ha dei problemi riguardo ai metodi e al modo di agire di Paddock.

### Earned in Blood
Cambell si vede per la prima volta nella notte del D-Day, mentre sotto il comando di Cole si preparava a tendere un'imboscata ad un convoglio tedesco. Cassidy. È visto successivamente ne "L'azione a St Martin" dove aiuta Hartsock a eliminare i tedeschi vicino alla chiesa.

### Hell's Highway
Campbell ha un ruolo minore in questo capitolo. È il primo a vedere Marsh morire e rimane molto scosso da questo e si chiede come facesse Paddock a sapere che sarebbe morto. Rimane gravemente ferito al collo dalla stessa esplosione che uccide Winchell e ferisce oltre che lui Baker ed Hartsock, perdendo l'uso della voce ma non si sa se permanentemente.

## Robert G. Cole

### Road to Hill 30
Ispirato a un personaggio veramente esistito, Cole appare per la prima volta nella notte del D-Day insieme a Leggett mentre chiede indicazioni ad una donna francese con scarsi risultati. Successivamente appare nel Viale cuore porpora dove conduce Baker e un'altra squadra attraverso il sopracitato viale. L'ultima volta compare nella missione successiva dove conduce la suddetta "Carica di Cole", azione da lui realmente compiuta che gli ha valso la Medal of Honor.

### Earned in Blood
Compare la prima volta durante la notte del D-Day dove tende un'imboscata ad un convoglio tedesco.

### Hell's Highway
Si vede durante la prima missione dove affida un incarico a Baker. Compare successivamente in un racconto di Mac dove racconta della sua morte a Baker.

### Morte
Cole è stato ucciso da un cecchino nei pressi di Best (Paesi Bassi), il 18 settembre 1944 mentre sistemava dei pannelli arancioni per evidenziare la sua posizione ai piloti alleati.

## Timothy Connor

### Hell's Highway
Tim è l'assistente di Jasper sia alla mitragliatrice calibro .30 che al Bazooka. Di solito non parla molto, ma spesso prende parte alle battute o agli scherzi di Jasper. Porta due cinture di munizioni lungo il corpo o uno zaino con i razzi per il bazooka secondo quanto richiesto dall'occasione. Ha un pacchetto di sigarette attaccato all'elmetto da un elastico.

## Samuel Corrion

### Biografia
Sam Corrion prima della guerra lavorava in una fabbrica tessile ad Augusta, Georgia. Era tra i primi volontari del 101° alla sua formazione. Era caporale insieme a Baker e Hartsock e dopo a Normandia è ancora caporale con suo grande disappunto. Crede che potrebbe cavarsela molto meglio dei suoi compagni se solo gliene dessero l'opportunità. Se potesse comanderebbe l'intero esercito.

### Road to Hill 30
Corrion è nominato la prima volta durante la notte del D-Day, quando Hartsock crede che l'abbiano ferito. Compare successivamente da lì alla fine del gioco nella missione "La strada per St. Come".

### Earned in Blood
Compare nella missione "Azione di pattuglia"; per sfuggirne ad una pattuglia tedesca si getta in una pozza di fango. Appare nella sequenza finale dove si appresta a raccontare le sue vicende al Colonnello Marshall.

### Hell's Highway
Nel nuovo capitolo della saga Sam gioca un ruolo maggiore rispetto ai precedenti capitoli. Nella missione "Battesimo del fuoco" tenta invano di dissuadere Franky dall'andare a cercare la ragazza olandese, e questo non gli verrà mai perdonato da Baker. Per questo episodio Corrion non ottiene la promozione a sergente tanto sperata. Viene ferito da un proiettile vagante durante i combattimenti sulla Hell's Highway. Viene curato ed in breve si rimette a posto, ma nella sequenza finale, essendosi i rapporti con il suo capo-squadra ormai guastati, palesa la sua intenzione di abbandonare la squadra di Baker dicendogli "Matt, non combatteremo mai più insieme"; il suo disprezzo per Baker è tale da voltargli da spalle non appena questi finisce di imbastire un discorso per infondere coraggio ai suoi uomini.

#### Squadra d'assalto
- Pvt. Desola (KIA)
- Pfc. Courtland
- Pfc. McCreary
- Pfc. Dawson
- Pvt. LaRoche (KIA)

Sam Corion è il caporale della squadra d'assalto, prima della guerra lavorava in una fabbrica tessile ad Agusta in Georgia .Ha combattuto con Baker e Red in Francia ed in Olanda, ha sempre seguito gli ordini con coraggio senza mai commentare e fare domande. Nella missione " Hell's higway " viene colpito al petto da un tedesco all'inizio della missione.
È doppiato in lingua originale dall'autore delle vicende di Brothers in Arms.

## Jack Courtland

### Biografia
Jack si è arruolato nei paracadutisti per la gloria e per far strage di ragazze francesi con i suoi racconti. La sua voglia di diventare un eroe però è scomparsa in fretta dopo aver trascorso qualche giorno in Normandia. Ora Courtland vuole solo tornare a casa e combattere per gli uomini che gli sono attorno.

### Road to Hill 30
Courtland è visto per la prima volta in "La carica di Cole" dove prende parte alla squadra assalto di Baker.

### Hell's Highway
Ha un ruolo maggiore rispetto al capitolo precedente. Si alterna tra la squadra di supporto a quella d'assalto.

## Mike Dawson

### Biografia
Un rimpiazzo che aveva servito il 502°PIR in Normandia come esploratore. Autodefinitosi "Bastardo inglese di padre ricco e madre povera", ha un taglio di capelli stile Mohawk e questo è reso evidente dal fatto che non indossa mai l'elmetto per non spettinarsi.

### Hell's Highway
Nutre un forte interesse verso le storie che ruotano dietro la "pistola maledetta" di Baker, ma siccome ai veterani della squadra non fa piacere parlare di quegli eventi, questa l'ha emarginato dal gruppo e spesso è in conflitto con Baker. In una sequenza si viene a sapere che Baker, Mac e Leggett non erano i soli a conoscere la verità sulla morte di Allen e Garnett; infatti Dawson aveva conosciuto Leggett il 12 giugno a Carentan il giorno prima che morisse, e questi, roso dai rimorsi, gli aveva raccontato il suo segreto.

## Michael Desola
Calmo e con accento di Philadelphia, ha subito stretto una forte amicizia con Hartsock ai tempi dell'addestramento, condividendo le storie delle risse nei bar. Ha trascorso il suo 20º compleanno su una nave per l'Inghilterra e quello successivo in faccia alla morte. Suo padre è il proprietario di un ristorante italiano che lui spera di ereditare dopo la guerra.

### Road to Hill 30
Rimane con Baker a partire da "L'arrivo dell'alba" fino alla sua morte sul Viale del cuore di porpora.

### Earned in Blood
Desola è visto per la prima volta in "Azione di pattuglia" sotto gli ordini di Baker. Successivamente appare nella missione "L'angolo dell'inferno" sotto gli ordini di Hartsock.

### Morte
È stato ucciso dalla bomba di uno Stuka dopo aver attraversato la cancellata anticarro sul ponte del Viale cuore di porpora.

## Seamus Doyle

### Biografia
Doyle è nato in Irlanda. A due anni di età è immigrato con la madre in America. È stato cresciuto da lei e la sorella a Boston. Quando è iniziata la guerra si è arruolato nei paracadutisti nell'82ª Divisione Aviotrasportata. È noto per essere un duro in battaglia e anche un gran chiacchierone.

### Earned in Blood
Doyle è il primo volto amico che Red trova in Normandia nella notte del D-Day. Ha salvato la vita a Hartsock nella notte del D-Day. Si rincontrano diverse volte nel gioco come nella missione viarville, fino alla sua morte a St. Sauveur.

### Morte
Durante uno scontro nella città di St.Saveur un carro armato giunge alle sue spalle, il quale lo polverizza letteralmente con una cannonata che ucciderà anche Paige.

## Michael Jeff Garnett

### Biografia
Nato in Kentucky, prima di arruolarsi faceva l'operatore portuale presso il fiume Ohio. Ha subito stretto una forte amicizia con il soldato Allen. I due riescono sempre a trovare il lato umoristico e positivo di ogni vicenda, e non perdono mai l'occasione di scherzare.

### Road to Hill 30
Appare per la prima volta la mattina del D-Day insieme ad Allen e compariranno quasi sempre insieme fino alla loro morte.

### Earned in Blood
Michael compare in "Azione di pattuglia" insieme ad Allen, mentre nel livello successivo è di nuovo presente, ma per la prima ed unica volta senza l'amico.

### Morte
Muore alla fine del livello "Vedi la campagna e poi muori" durante una manovra di fiancheggiamento ad una fattoria il 9 giugno, a causa di un colpo ricevuto alla testa da parte di un fuciliere tedesco, attirato dalle urla del litigio tra Allen e Leggett.

## Joe "Red" Hartsock

### Biografia
Joe è nato e cresciuto a Laramie, Wyoming. I suoi capelli gli hanno procurato il soprannome (rosso). Prima della guerra lavorava in un ranch in Wyoming ed andava a caccia nel suo tempo libero. Ribelle sin da giovane, si è procurato una cicatrice sulla faccia durante una rissa in un bar. È sposato con una donna di fede cattolica di nome Emma, ed ha anche una figlia che non ha mai visto. È l'unico sposato nel gioco, ed ironicamente perde l'anulare a causa di una pallottola che, guarda caso, colpisce il dito in cui si porta la fede. In seguito ad una grave ferita resterà paralizzato per il resto della vita.

### Road to Hill 30
Red compare per la prima volta durante la mattina del D-Day all'inizio del livello "Imboscata all'uscita 4", quando si ricongiunge con Baker. Rimarrà con lui fin dopo la battaglia sulla collina 30, dove sarà promosso sergente e posto a capo della 2ª squadra.

### Earned in Blood
È il personaggio giocabile del capitolo.

### Hell's Highway
Essendo a capo di un'altra squadra, Joe appare poco nel gioco. È soprattutto il primo ad accorgersi della crisi mentale di Baker. È leso dall'esplosione che oltre a ferire lui, Baker e Campbell, uccide Friar. Rimane paralizzato dalla vita in giù ed è rinviato a casa da sua moglie e sua figlia.

#### Squadra fuoco (Normandia)
- Pfc. Zanovich
- Pfc. Obrieski(KIA)
- Pvt. Allen(KIA)
- Pvt. Garnett(KIA)

#### Squadra fuoco
- Cpl. Campbell(Ferito)
- Pfc. Marsh(KIA)
- Pfc. Roselli

#### Squadra Assalto
Olanda
- Cpl. Paddock
- Pfc. Winchell (KIA)
- Pfc. McConnell

#### Jeep 3 Zebra
- SSG. Hartsock
- Cpl. Paddock
- Pfc. Winchell
- Pfc. Roselli

#### Jeep 4 Swordfish
- Cpl. Campbell(Ferito)
- Pfc. Marsh(KIA)
- Pfc. Jasper
- Pfc. Connor

## Greg "Mac" Hassay

### Biografia
Si è arruolato nell'esercito nel 1930 e lo ha servito sotto John Baker, padre di Matt. È diventato comandante del 3º plotone del 2º Battaglione della compagnia Fox, dopo che è stato ucciso il Lt. Jackson la notte del D-Day con l'esplosione del suo aereo.

### Road to Hill 30
Mac si vede principalmente all'inizio e alla fine di ogni capitolo, in quanto è lui a dare gli ordini a Matt. È il primo a trovare Baker una volta in Normandia ed a promuovere Hartsock a sergente dopo la vittoria a Carentan. Si nota minormente in hell's higway.

### Earned in Blood
Nel gioco si vede raramente. Nella missione "Ingiunzione di sfratto" viene colpito allo stomaco da un proiettile a Carentan.

### Hell's Highway
È stato promosso Primo sergente di compagnia e serve come assistente del Lt. Col. Cole. Nella sequenza finale viene rivelato che oltre a Dawson e Baker anche Mac sapeva la verità sulla morte di Allen e Garnett; infatti Mac, una volta che Baker rivela il segreto, lo rimprovera dicendogli "ti avevo detto di non farlo".

## Nathan Holden

### Biografia
Nato a San Diego, California; Nathan è il nuovo marconista della squadra (il precedente era Leggett, caduto il 13 giugno fuori Carentan), che è un compito tagliato su misura per lui. Si preoccupa sempre di tattica e comunicazioni e mette in dubbio molte volte gli ordini o i modi di fare della squadra. Tuttavia i compagni non lo prendono molto sul serio, dato che raramente applica la logica quando le cose vanno male.

### Hell's Highway
Nathan è il nuovo marconista della 1ª squadra. È nel gruppo fuoco di Baker, sotto il caporale Zanovich.

## Gary Jasper

### Hell's Higway
Jasper è il capo sia della squadra MG, sia di quella Bazooka. Porta con sé una Browning M1919 calibro 30 o, a volte, un Bazooka che lui ha chiamato Stella, proprio come la sua fidanzata. Ama scherzare con accento inglese. È lui che ha dipinto i nomi e le frasi sulle jeep.

## Franky "Beans" LaRoche

### Biografia
Franky è nato a Norfolk, Massachusetts. Unico rimpiazzo della squadra di Baker. Non ha mai combattuto prima d'ora, ma ha superato brillantemente l'addestramento e se la cava con la maggior parte delle armi da fuoco; usa un M3 e fa parte della squadra di assalto. Essendo giovane e con ideali eroici, non vede l'ora di entrare in combattimento.

### Hell's Highway
È nel gruppo assalto di Baker, ma non va molto d'accordo con Corrion, infatti gli disobbedisce due volte nel gioco: nella prima stava cercando di aiutare un prete olandese colpito gravemente da una cannonata di Flak nella missione "Five-Oh-Sink", nonostante Corrion gli dicesse di lasciarlo ormai stare perché accorrergli in aiuto sarebbe stata una perdita di tempo; nella seconda volta in "Battesimo del fuoco" aveva deciso di partire da solo alla ricerca della ragazza olandese di cui si era invaghito durante la parata. Cercherà di salvarla più tardi dal bombardamento della città facendola fuggire e rifugiarsi in un ospedale abbandonato; ella verrà purtroppo catturata dai tedeschi e trucidata sotto lo sguardo di Baker, ma all'insaputa di Franky. Quando Baker troverà il giovane in fin di vita, ferito gravemente al petto da una mitragliata, e questi gli chiederà come stesse la ragazza, Baker, per non ferire i sentimenti del soldato morente, mentirà, ma Franky lo chiamerà bugiardo immaginandosi l'accaduto. A questo punto arriverà Hartsock il quale, dopo aver ucciso un tedesco che stava per attaccare alle spalle Baker, assisterà insieme a quest'ultimo alla morte del ragazzo appena un istante prima che un repentino crollo del soffitto lo seppellisca in mezzo alle macerie.

### Morte
Franky muore nell'ospedale di Eindhoven dove si era rifugiato cercando di salvare una ragazza olandese, colpito più volte al petto. E già ferito a morte viene schiacciato da il soffitto mentre crolla.

## Kevin Leggett

### Biografia
Kevin è nato e cresciuto a Brooklyn, New York. Si è arruolato nel 101° come radio operatore ed è stato assegnato al 3º plotone.

### Road to Hill 30
La notte del D-Day è la seconda faccia familiare che Baker trova in Normandia. Da lì in poi rimane sotto il comando del sergente di plotone Hassay. Durante una manovra di fiancheggiamento ad una fattoria che Baker e Hassay stavano assaltando con e loro squadre, Leggett era stato inviato con Allen e Garnett ai suoi ordini per fiancheggiare la fattoria. Purtroppo dopo la conquista della fattoria Baker trova Leggett accanto ai cadaveri di tre tedeschi oltre a quelli di Allen e Garnett. Leggett sarà poi considerato dalla truppa, eccetto Corrion, il responsabile della morte dei due soldati, e per tale motivo verrà ancora più emarginato.

### Hell's Highway
Legget compare spesso sotto forma di allucinazione a Baker nel corso del gioco. In una sequenza cinematica viene finalmente svelato il mistero che si cela dietro gli avvenimenti che avevano portato alla morte di Allen e Garnett. Essi, infatti, erano stati inviati con Legget per fiancheggiare la fattoria, ma a causa di un litigio tra Allen e Leggett, i tre hanno subito un'imboscata. Garnett è stato ucciso per primo da un fuciliere tedesco, ed Allen, dopo averne ammazzati rocambolescamente tre, è morto tra le braccia di Leggett, il quale aveva assistito impotente alla scena.

### Morte
Durante i feroci scontri sulla collina 30 Leggett provò ripetutamente a mettersi in contatto con carri della 2ª Divisione corazzata senza apparentemente riuscirci. Dopodiché, colto da un attacco di follia alla vista di un carro armato tedesco, inizia a sparargli contro con la sua pistola (era in realtà la cosiddetta "pistola della morte" che aveva preso a Desola), ovviamente con la sola conseguenza di ricevere una cannonata sotto i piedi. In realtà Leggett era riuscito a comunicare la loro posizione ai carristi americani, ma la sua radio non riusciva a ricevere. Leggett dopo la sua morte è stato premiato con la Medal of Honor

## James Marsh

### Biografia
Marsh è nato in una piccola cittadina dell'Oklahoma. Marsh parla con un forte accento di campagna, infatti egli afferma di venire da una fattoria.
È in servizio da più tempo rispetto ai suoi commilitoni. Ha servito l'esercito nel finale della campagna in Africa. È l'ultimo a rimanere soldato semplice nella 2ª squadra.

### Earned in Blood
Marsh compare per la prima volta in "L'angolo dell'inferno" presso le chiuse di La Barquette. Fa parte della squadra fuoco sotto il caporale Campbell.

### Hell's Highway
James ha un ruolo minore rispetto al capitolo precedente.

### Morte
Durante il bombardamento di Eindhoven, Marsh, mentre era in strada con il resto della squadra, è stato colpito da un cecchino nascosto in un edificio in fiamme.

## Dale "Kid" McCreary
Nonostante sia ormai un adulto, ha l'aspetto di un quattordicenne, cosa che gli è valsa il suo soprannome "Kid" cioè ragazzo.

### Road to Hill 30
McCreary appare la prima volta sul Viale cuore porpora, e da lì rimane fino alla fine del gioco

### Earned in Blood
McCreary è visto mentre aiuta Mac, dopo che questi è stato ferito da un proiettile a Carentan.

### Hell's Highway
Dale ricopre un ruolo maggiore rispetto ai due episodi precedenti. È stato trasferito alla squadra fuoco sotto il neocaporale Zanovich. Prende in giro Franky come facevano Baker e Obrieski con lui, chiamandolo "cucciolo" per via del suo aspetto giovanile.

## Derrick McConnell

### Biografia
Nato in Florida, Derrick ha viaggiato sin da bambino per tutti gli States con suo padre. Dal giorno in cui si è arruolato, per la prima volta si è separato da suo padre.

### Earned in Blood
McConnell viene visto la prima volta con il Ten. Col. Cassidy quando ancora faceva parte della prima squadra. Entra a far parte della 2ª squadra dopo che Hartsock viene promosso.

### Hell's Highway
McConnell viene solo brevemente menzionato nella missione "A tutti i costi"

## David Muzza

### Road to Hill 30
Muzza si vede nella sequenza "9 giorni prima"

### Earned in Blood
David viene visto a terra morente sull'aereo

### Morte
il soldato D.Muzza muore sull'aereo, crivellato dai cannoni AA tedeschi.

## Franklin Paddock
Franklin proviene dal Kansas, è il capo della squadra assalto di Hartsock in Earned in Blood.

## Earned in Blood
Paddock viene visto per la prima volta a terra da Hartsock e Doyle in "Rose e fiori" mentre stava attaccando un convoglio tedesco.
Da lì viene visto in tutti livelli tranne che in "Chateau Colombiers".

## Hell's Higway
In "Hell's Highway" Paddock acquisisce un ruolo via via sempre più rilevante. Presente in quasi ogni missione dall'inizio del gioco, verrà scelto da Baker per sostituire Hartsock a capo della seconda squadra, ottenendo la promozione a sergente tanto agognata invece da Corrion: questo ennesimo smacco porterà il caporale a scontrarsi con Baker, che lo incolperà di non aver saputo trattenere Frankie dall'andare alla ricerca della ragazza olandese (cosa che l'avrebbe poi portato alla morte), e di non essere quindi, a suo dire, in grado di stare alla guida di un numero ancor più elevato di uomini sul campo. Paddock è noto ai suoi compagni come "Mr.Suicidio", soprannome che si è guadagnato per le sue spericolate azioni sin dal D-Day. Rimarrà però molto scosso dalle morti di Marsh e Friar, da lui involontariamente predette ancor prima dell'inizio dell'operazione. Armato solitamente di un mitragliatore automatico M3, risulta sovente infuriato per il mal funzionamento delle Jeep riservate al reparto di ricognizione, ed è spesso visto lamentarsene sonoramente, arrivando anche in un'occasione a tentare di sparare al suo stesso veicolo.

## George Risner
Gerorge è stato sin dall'infanzia amico di Matt Baker. Si rincontrarono quando entrarono nell'esercito entrambi come paracadutisti ma durante l'addestramento Risner ebbe un infortunio al ginocchio e quindi fu assegnato al 70º Battaglione Corazzati a bordo di un carro armato M5 Stuart. Poco prima del D-Day lui e Baker si ritrovarono ma visto i ruoli diversi furono costretti a separarsi ma durante gli scontri a St. Come Du Mont si ritrovarono.
In Brothers in Arms: D-Day, Risner si trova nelle missioni Azione a Vierville e L'angolo della morte dove muore.
Risner muore nella missione L'angolo del morto dove, dopo aver superato un albero il suo carro viene colpito e lui viene ucciso
Nel videogioco Brothers in Arms: D-Day per la PSP la morte di George ha due versioni in quanto durante la giocata si vede il suo carro, colpito da un Panzerfaust, che emette del fumo e Risner uscire dalla torretta e accasciarsi su di essa mentre nel filmato subito dopo il livello in cui lui muore si vede il sergente uscire dal carro colpito avvolto dalle fiamme ed egli che spara con una mitraglietta e poi con una pistola fino a che non viene ucciso dai tedeschi.

## Robert J. Sink
Il colonnello Robert J. Sink viene visto per la prima nella missione "Five-Oh-Sink". In questa e in tutte le missioni successive in cui comparirà, il colonnello Sink viene principalmente visto all'inizio della missione, nell'atto di comunicare a Baker gli ordini di battaglia.